# Schloss Belvedere

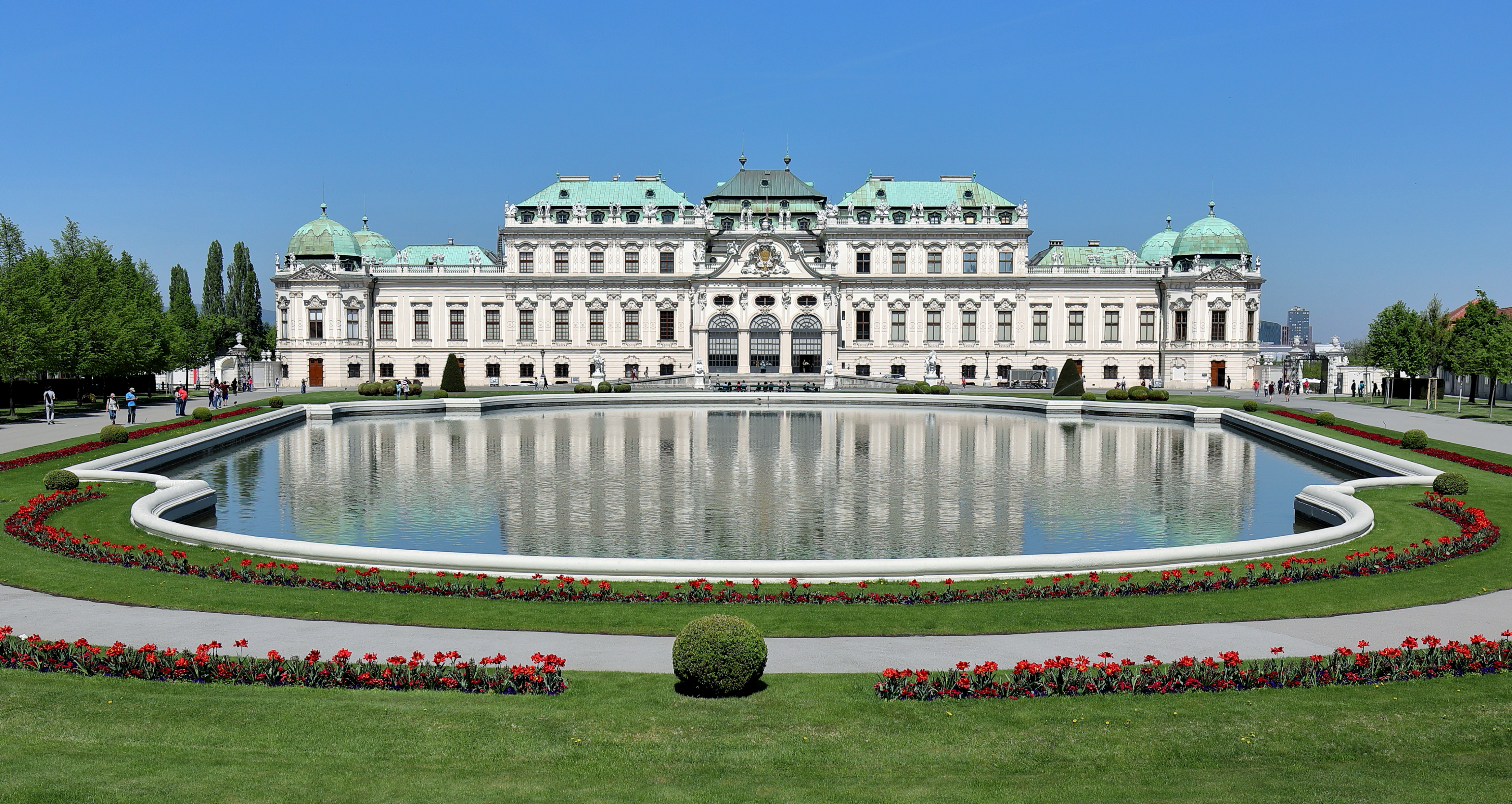
Oberes Belvedere, Ansicht vom Hof

Das Schloss Belvedere ([bɛlveˈdeːɐ̯] ⓘ; von italienisch belvedere ‚schöne Aussicht‘) ist die ehemalige Sommerresidenz des Prinzen Eugen von Savoyen in der österreichischen Hauptstadt Wien. Die barocken Einflügelanlagen Unteres Belvedere und Oberes Belvedere wurden 1712 bis 1723 von Johann Lucas von Hildebrandt erbaut. Hervorzuheben sind der Marmorsaal im Unteren Belvedere sowie die Sala terrena, die Prunkstiege und der Marmorsaal im Oberen Belvedere. Zum Ensemble gehört auch der Garten mit dem Muschelbrunnen, dem Kaskadenbrunnen und dem Teich. Seit 1955 dient das Schloss als Sitz der Österreichischen Galerie Belvedere.

## Baugeschichte

### Unteres Belvedere

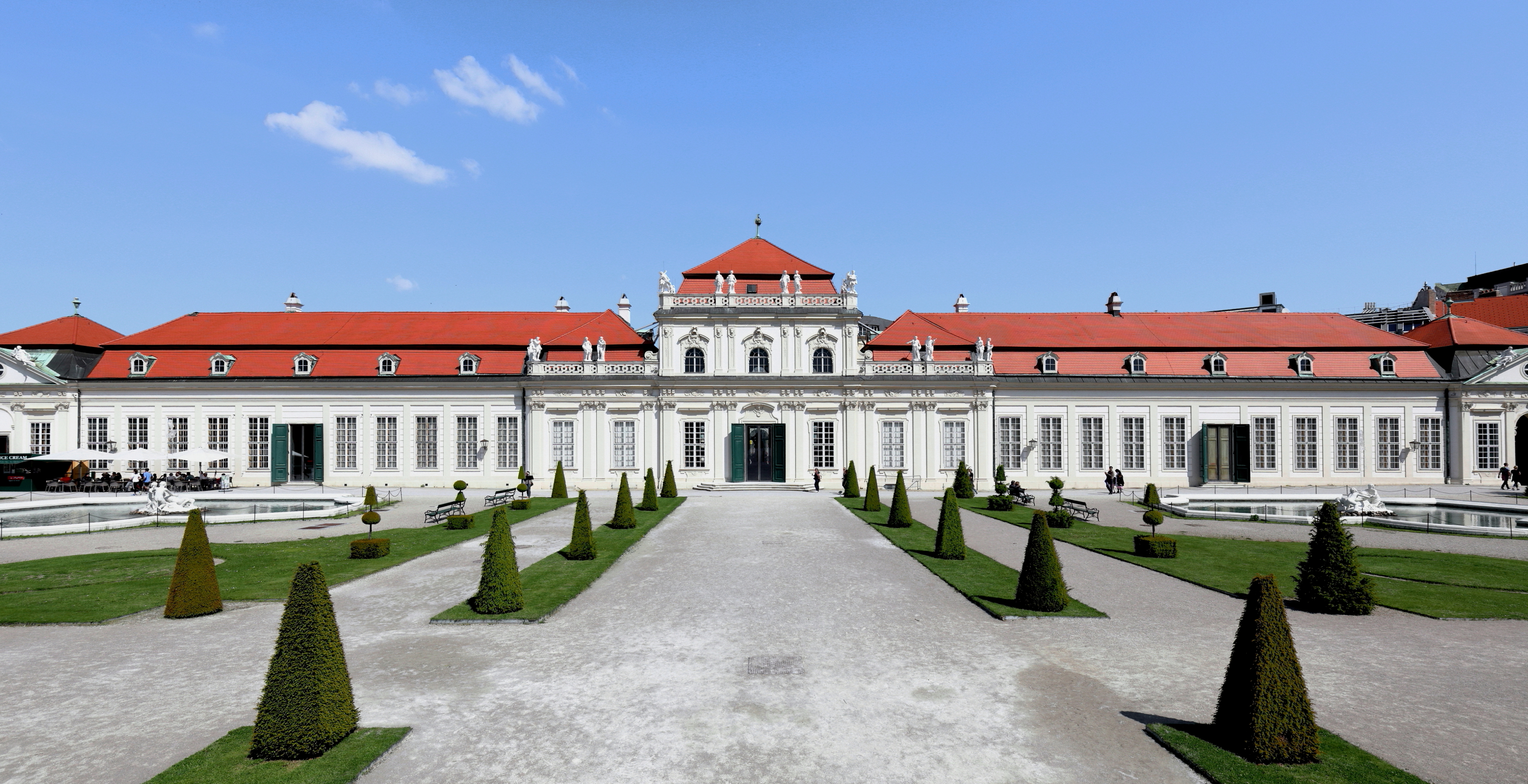
Unteres Belvedere, Ansicht vom Garten

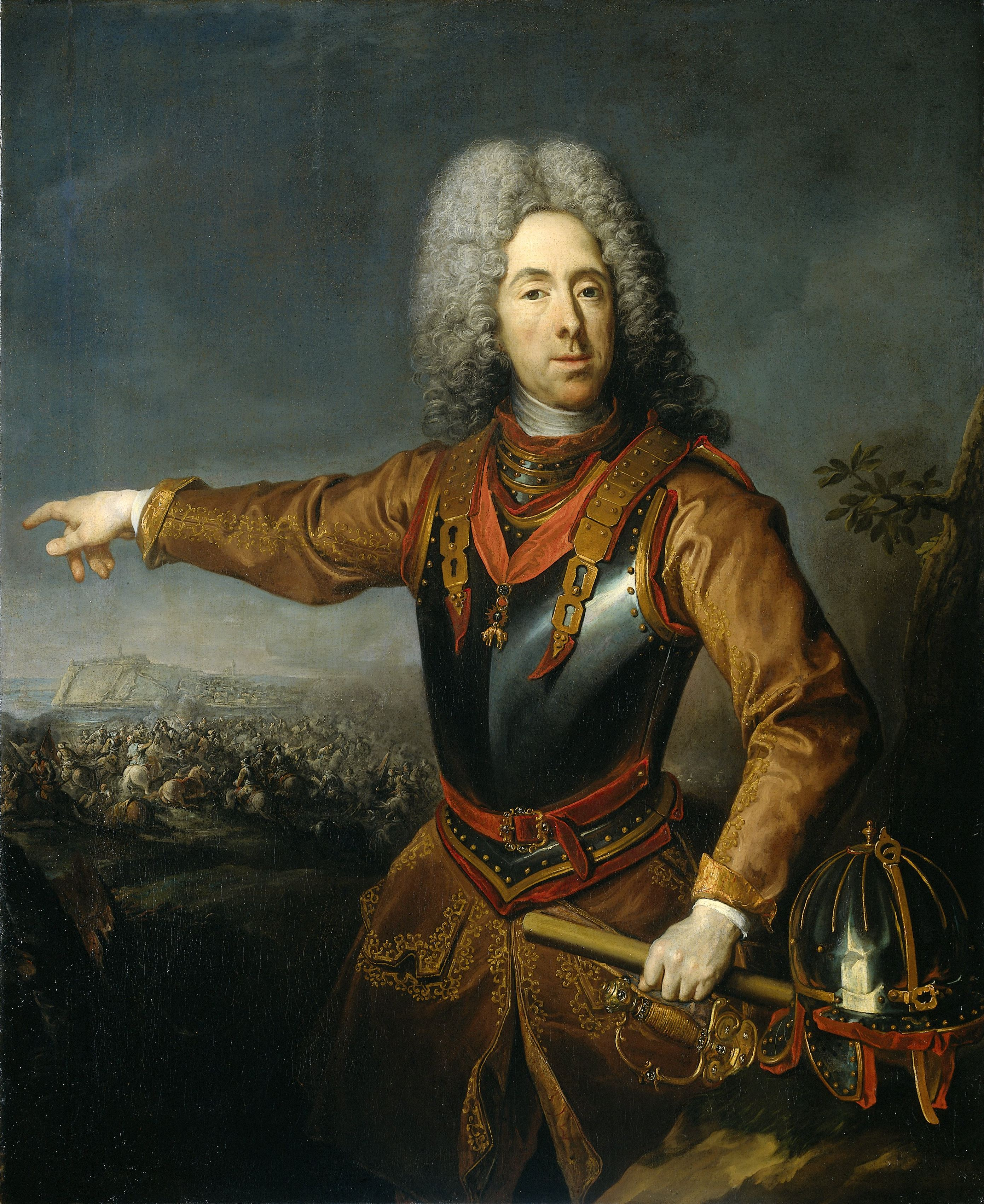
Portrait des Prinzen Eugen von Savoyen, Jacob van Schuppen, 1718, Rijksmuseum Amsterdam

Prinz Eugen hatte sich, beginnend 1697, in der Himmelpfortgasse in der ummauerten Stadt Wien von Johann Bernhard Fischer von Erlach sein Stadtpalais errichten lassen. 1702 wurde Johann Lucas von Hildebrandt vom Bauherrn beauftragt, das Palais fertigzustellen. Das Winterpalais war erst teilweise fertiggestellt, als Prinz Eugen 1714 Hildebrandt beauftragte, für ihn nunmehr zusätzlich ein Gartenpalais außerhalb der ummauerten Stadt zu errichten. Der Prinz hatte dazu ab 1697, unmittelbar neben einem seiner militärpolitischen Gegner, Heinrich Franz von Mansfeld, ein Grundstück angekauft. Mansfeld ließ sich von Hildebrandt ein Palais errichten, dessen Rohbau bis 1704 fertiggestellt war. Graf Mansfeld verstarb 1715, ohne sein Palais fertiggestellt zu haben. Sein Anwesen wurde von 1717 bis 1728 zum Palais Schwarzenberg ausgebaut. Fürst Schwarzenberg ließ diese Umgestaltung bzw. Fertigstellung nicht weiter von Hildebrandt betreuen, der nun für seinen Nachbarn Prinz Eugen tätig war, sondern beauftragte Eugens früheren Auftragnehmer Johann Bernhard Fischer von Erlach.
Ein 1694–1697 errichtetes Lustgebäude, das Prinz Eugen mit dem Grundstück erworben hatte, wurde von Hildebrandt 1712–1717 zum Unteren Belvedere umgebaut. Prinz Eugen pflegte dann im Sommer hier zu wohnen. Nur ganz wenige Räume waren als Wohnräume geplant; den größten Platz nahmen die Orangerie und der Prunkstall ein. Der Marmorsaal (nicht zu verwechseln mit dem auch so genannten Prunksaal im Oberen Belvedere) ist das Zentrum des Unteren Belvederes und diente ursprünglich dem repräsentativen Empfang von Gästen. Das Deckengemälde von Martino Altomonte zeigt Prinz Eugen als jugendlichen Helden und als Apoll umringt von Musen. Im Westen schließt das Paradeschlafzimmer und im Osten das Tafelzimmer an. Das Deckengemälde des Paradeschlafzimmers ist ebenfalls von Altomonte, (Abend und Morgen), mit Scheinarchitektur von Marcantonio Chiarini und Gaetano Fanti. In einem westlichen Raum sind Groteskmalereien von Jonas Drentwett zu sehen. Die Steinmetzaufträge für das Untere Belvedere erhielten Johann Georg Haresleben und Elias Hügel aus Kaisersteinbruch.

### Oberes Belvedere

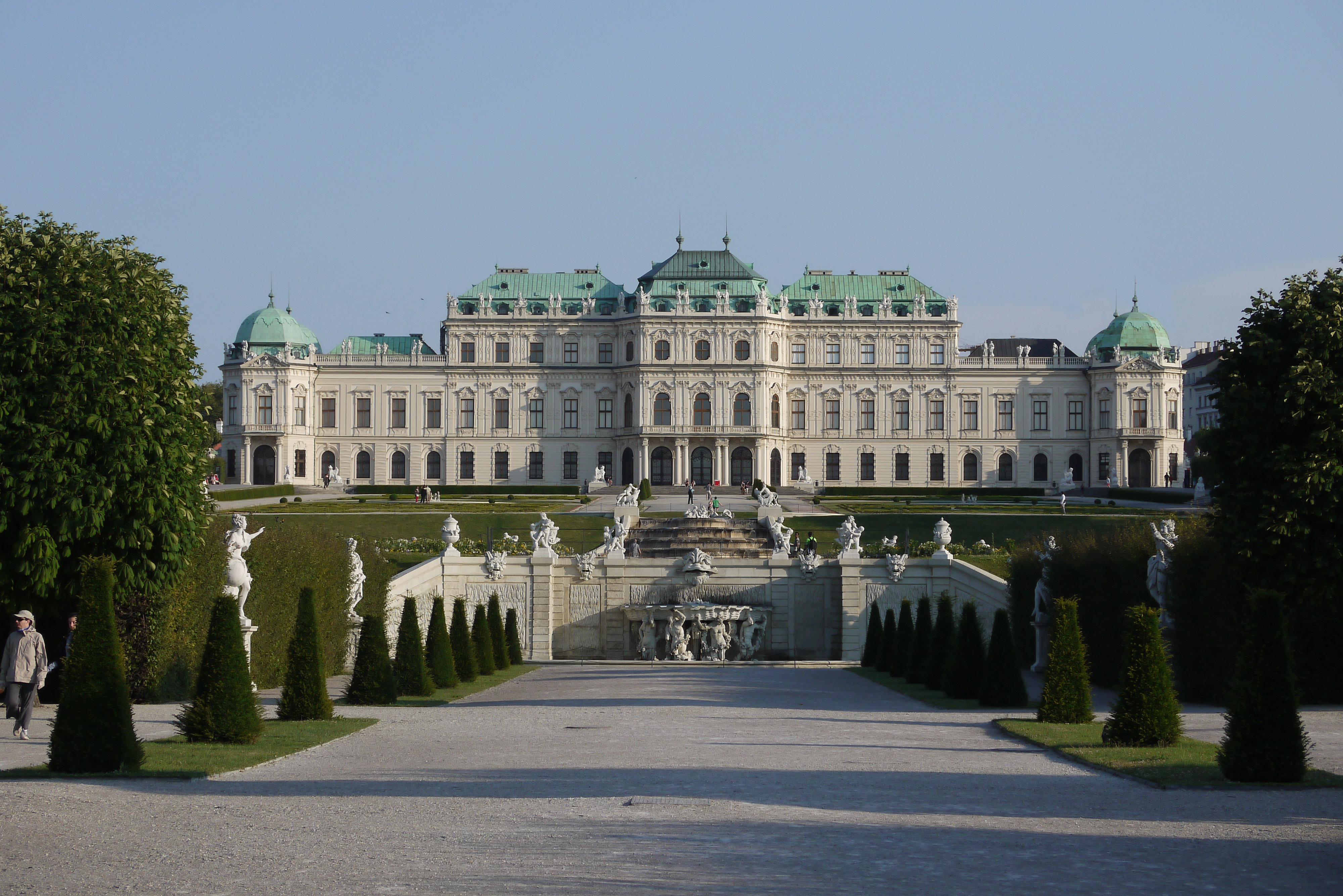
Oberes Belvedere, Ansicht vom Garten

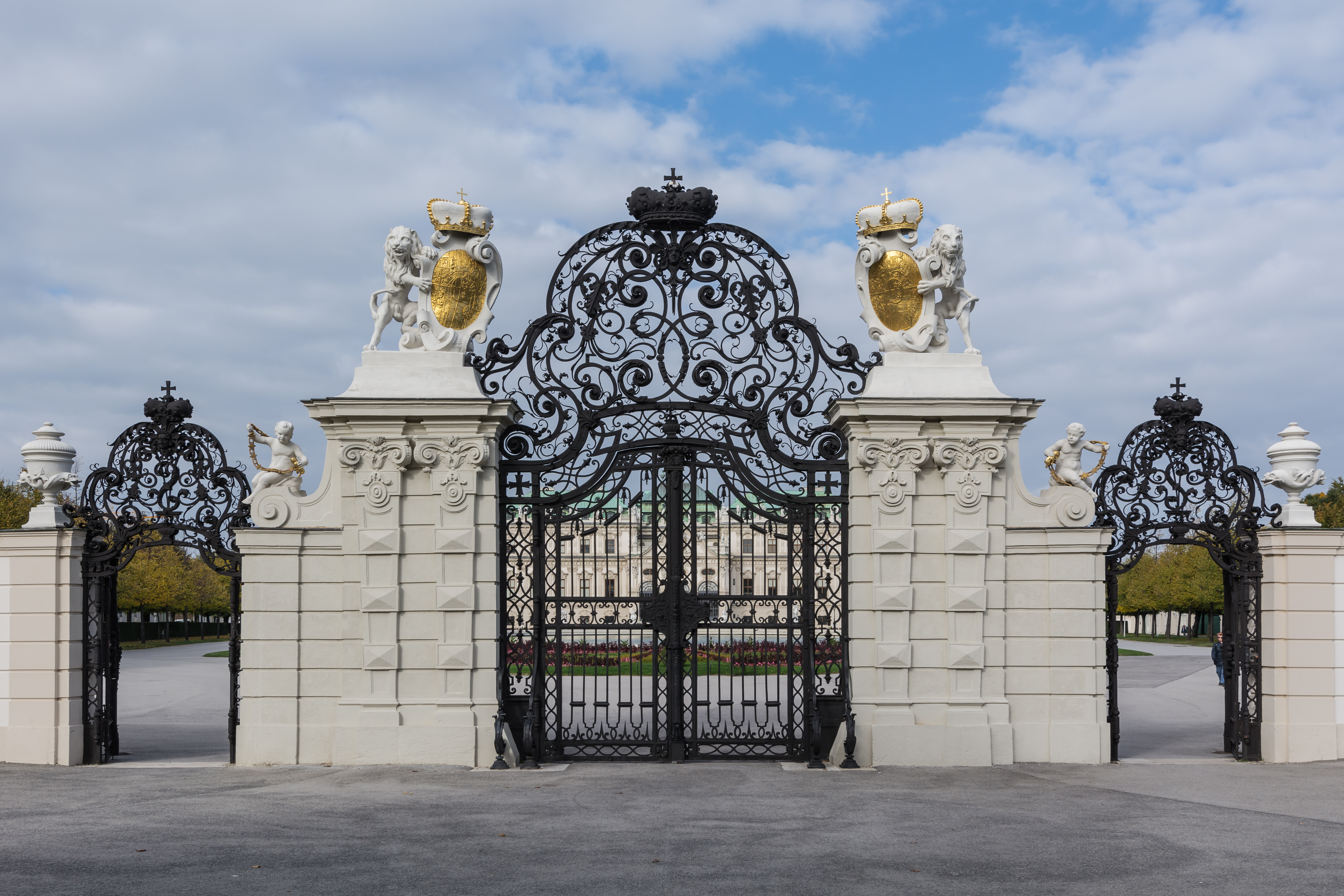
Prunktor zum Teichhof

Das Obere Belvedere war ursprünglich nur als kleines Gebäude konzipiert, das den Garten optisch abschließen sollte. Nach weiteren Grundkäufen des Prinzen erweiterte Hildebrandt die Planung und baute es 1717–1723 im heutigen Umfang. Prinz Eugen wohnte weiterhin im Unteren Belvedere, während das Obere Belvedere der Repräsentation diente. Östlich des Oberen Belvederes wurde auch die Menagerie des Prinzen in einem halbkreisförmigen Areal (der Grundriss ist heute noch gut zu sehen) untergebracht, die nach Eugens Tod in den kaiserlichen Tiergarten Schönbrunn gelangte. Die Alleinerbin des Prinzen, Anna Viktoria von Savoyen, seit 1738 verehelichte Prinzessin von Sachsen-Hildburghausen, ließ das gesamte Inventar und die Bibliothek versteigern, sodass heute nichts mehr an die ursprüngliche Einrichtung erinnert. Das obere Schloss wurde in Kommunikation mit der umgebenden Natur 1721 bis 1723 gebaut. Ursprünglich gab es auch viel mehr offene Säle und Galerien. Vor der südlichen Eingangsseite befindet sich ein Teich, in dem sich das Schloss spiegelt. Das Gebäude löst sich in mehrere Blöcke auf („Pavillonsystem“), dadurch erhält die Silhouette einen sehr bewegten Eindruck. Jeder dieser Blöcke ist mit einer eigenen Dachkonstruktion versehen, wodurch mancher Beobachter schon an „Türkenzelte“ erinnert wurde. Die Gesamtanlage erhielt aufgrund ihrer Lage auf einem südlich der damaligen Stadt ansteigenden Hang den Namen Belvedere (italienisch belvedere ‚schöne Aussicht‘). Eine Besonderheit ist die trotz Herkunft aus dem Italienischen, wo das e gesprochen wird, traditionelle österreichische Aussprache ohne Schluss-e durch französischen Einfluss.
Im Innern verfügt das Obere Belvedere über eine bedeutende Raumfolge, die den Besucher von der Sala terrena über die Prunkstiege zum Marmorsaal führt. Die Sala terrena im unteren Bereich war ursprünglich offen und als einheitlicher Saalraum konzipiert. Sie ist eine Kombination aus Gartensaal und Vestibül. Bald nach der Errichtung kam es zu baulichen Problemen, weshalb sie umgebaut und die Decke mit den heute noch existenten vier Atlanten abgestützt werden musste. Die Prunkstiege aus Zogelsdorfer Stein weist eine reiche Dekoration von Laub- und Bandelwerk kombiniert mit Kartuschen und Emblemen auf. Die Stufen sind aus Kaiserstein mit intensiven blauen Einschlüssen, die Bodenplatten beim Mittelabsatz sind aus Mannersdorfer Stein und die Putten aus Savonnières-Kalkstein. Diese sind mit (Theodor) Friedl bezeichnet, einem Bildhauer des 19. Jahrhunderts. Bemerkenswert ist, dass diese Stiege nach beiden Seiten hin offen war. Erst 1904, beim Umbau zur Residenz von Thronfolger Franz Ferdinand, erhielt sie eine Abschließung in Form verglaster Türen und Fenster. Der Marmorsaal in der Beletage ist das Zentrum des Baus sowie der größte und prachtvollste Raum des Oberen Belvederes. Er ist mit einem zentralen Deckengemälde von Carlo Innocenzo Carlone ausgeschmückt, während die Scheinarchitektur dem Quadraturisten Marcantonio Chiarini zugeschrieben wird. Sein Originalzustand hat sich bis heute weitgehend erhalten. Der Raum wird von Adneter Marmor (Lienbacher Stein) und auch von Kunstmarmor beherrscht. Hofsteinmetzmeister Elias Hügel leitete in Kaisersteinbruch die Arbeiten für diesen Auftrag, zum Gebäude kamen noch die Steinmetzarbeiten für die Brunnenanlagen mit der Kaskade im Garten hinzu. In Kameradschaft arbeiteten die Meister der Bruderschaft Johann Paul Schilck, Johann Baptist Kral, Simon Sasslaber, Joseph Winkler und Franz Trumler.
Um den Marmorsaal herum befanden sich Wohn- und Repräsentationsräume, in denen heute die Sammlungen „Barock“ sowie Jahrhundertwende (um 1900) und „Wiener Secession“ gezeigt werden. Hier waren auch Teile der legendären Bibliothek sowie der Gemäldesammlung des Prinzen Eugen untergebracht. In der Kapelle finden sich ebenfalls Fresken von Carlone, das Altarbild stammt von Francesco Solimena. Bei den verwendeten Steinen handelt es sich um Sankt Margarethener Stein, Eggenburger Stein (heute als Zogelsdorfer Stein bezeichnet), festen Kaiserstein aus Kaisersteinbruch, Mannersdorfer Stein, oolithischer Kalkstein (Jura) von Savonnières in Lothringen, Adneter Kalkstein (Lienbacher Stein) und auch Kunstmarmor. In der Sala terrena bestehen die Atlanten aus Zogelsdorfer Stein, die Sockel aus Kaiserstein.
Nachdem das Obere Belvedere während des Zweiten Weltkriegs durch Luftangriffe beschädigt worden war, wurde es im März 1950 durch einen Brand in der Goldenen Kammer im Obergeschoß weiter beschädigt. Mehrere Prunksäle wurden zerstört und nie wieder aufgebaut. Eines davon, der Spiegelsaal, war 1926 Gegenstand eines detaillierten Gemäldes des Künstlers Josef Pögl (1867–1956), das sich heute in einer Privatsammlung befindet.

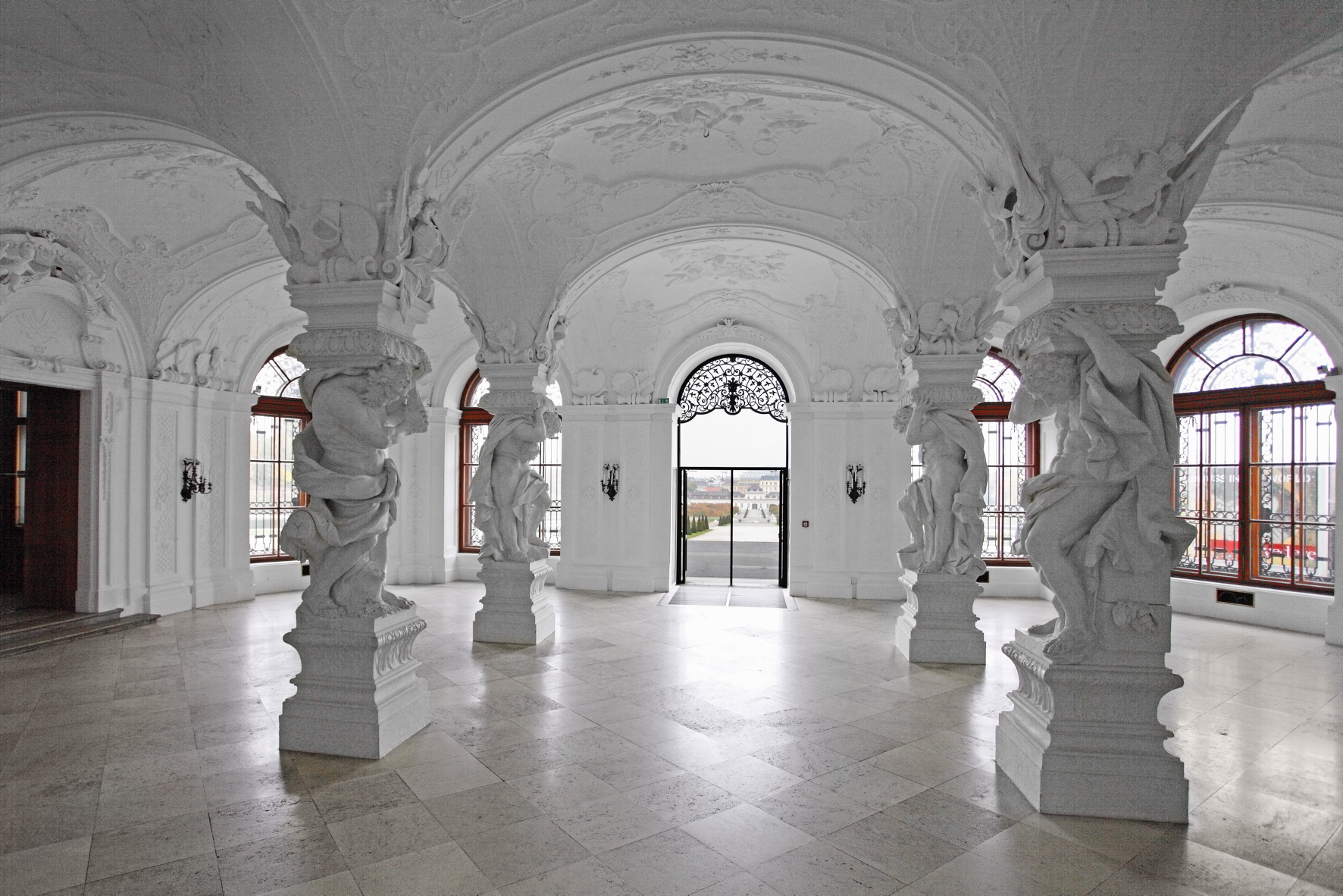
Sala terrena
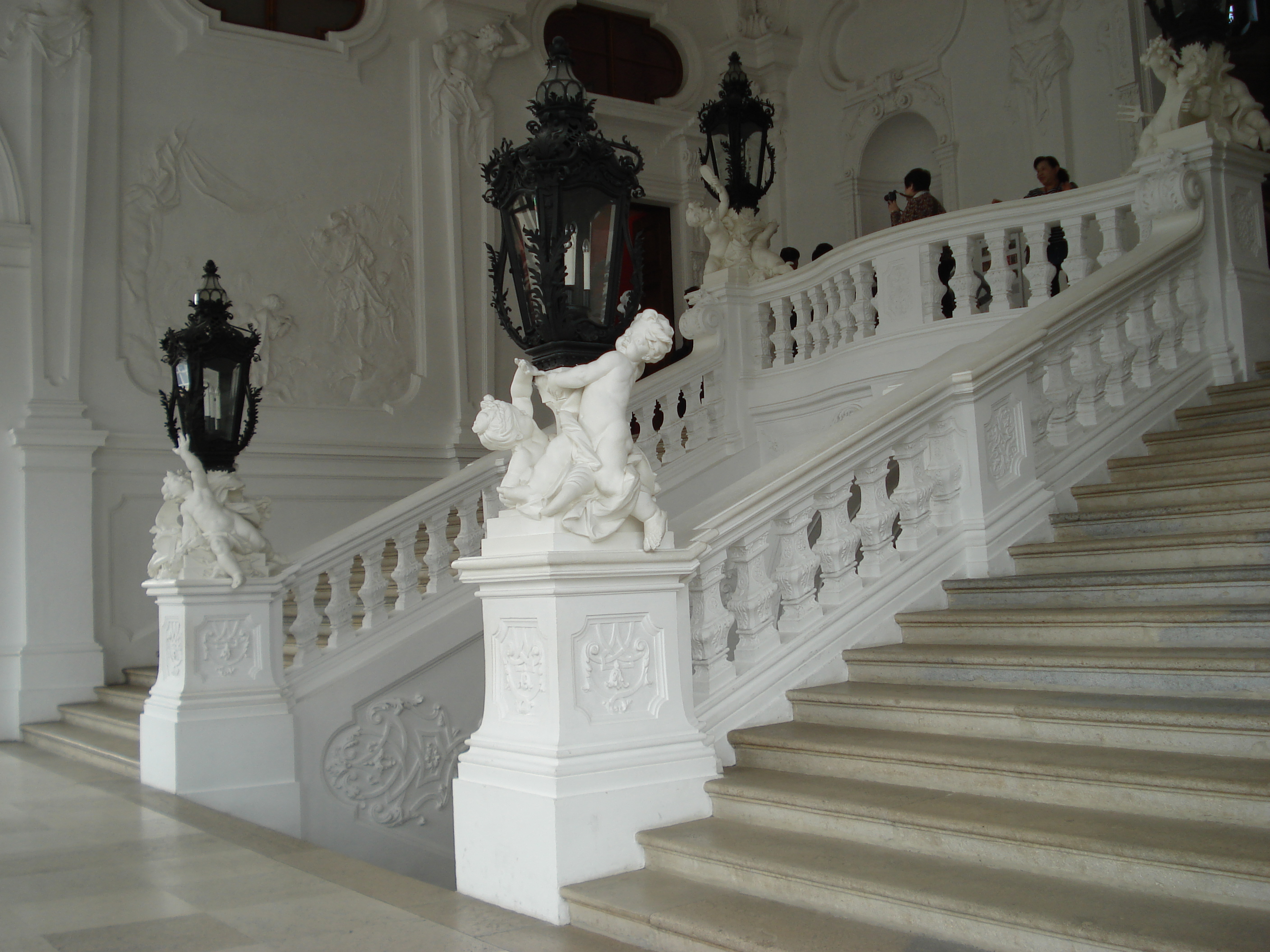
Prunkstiege
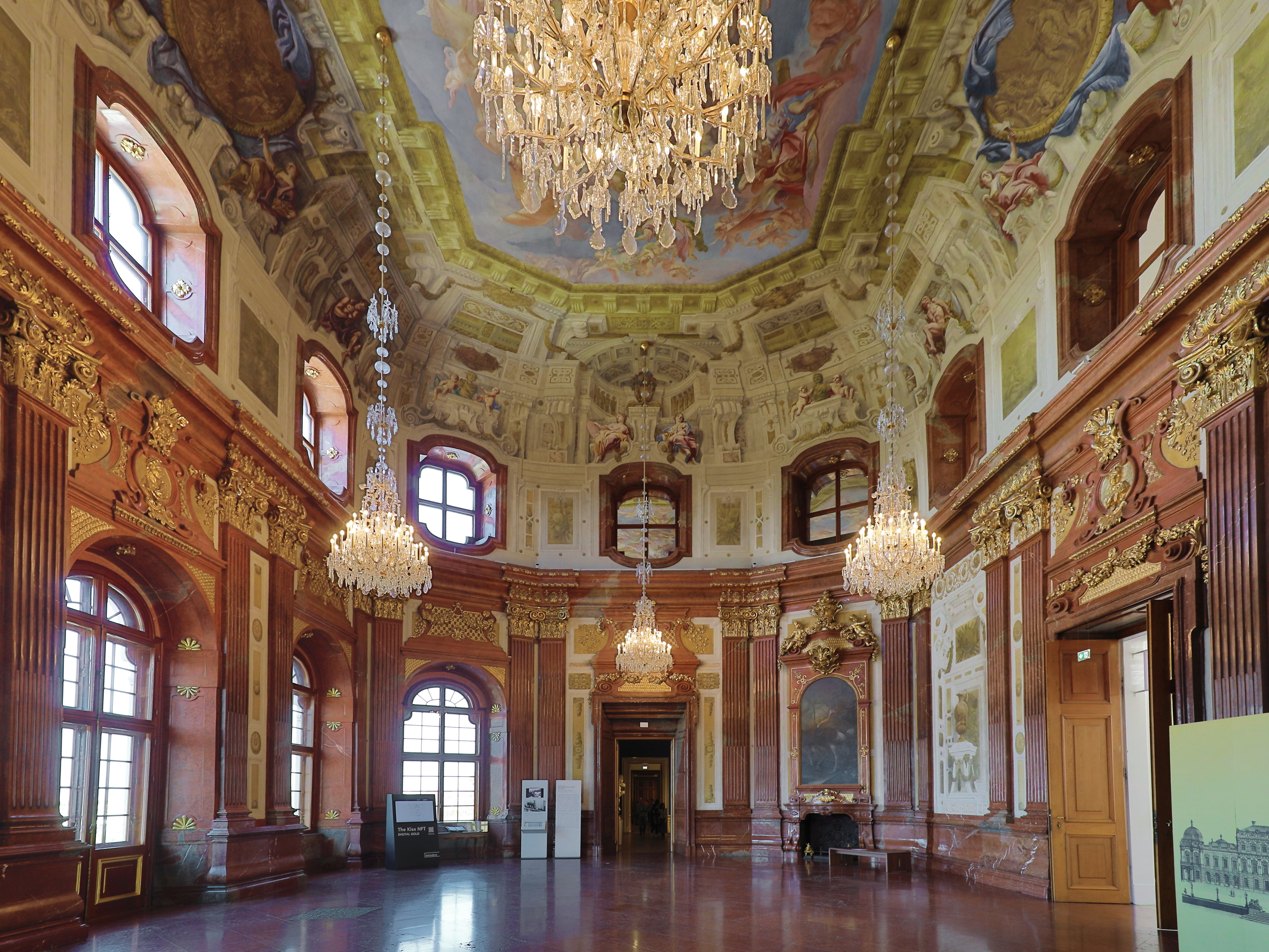
Marmorsaal

## Garten

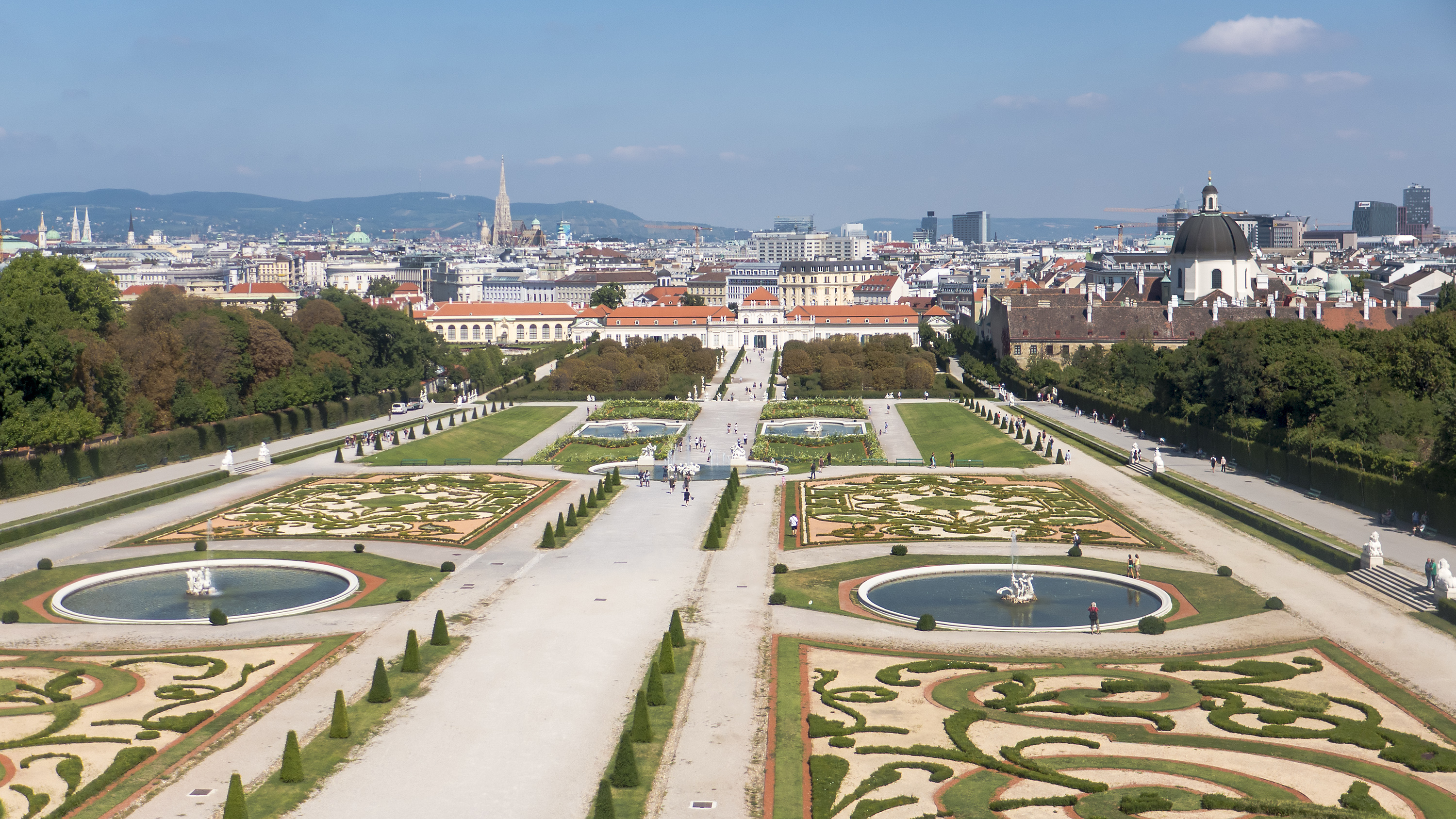
Blick über den Garten

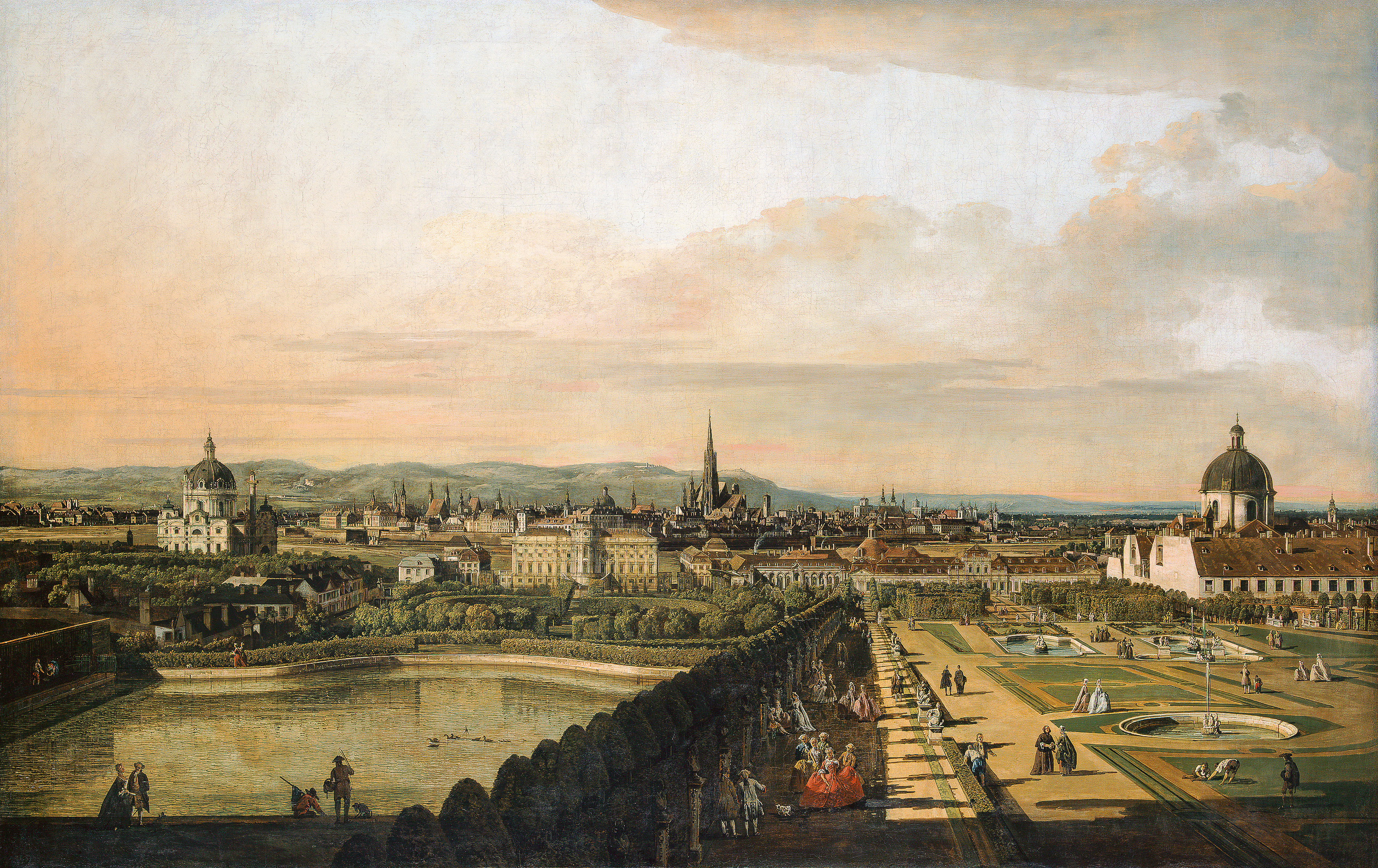
Wien, vom Belvedere aus gesehen, Bernardo Bellotto, gen. Canaletto, 1759, Kunsthistorisches Museum Wien

Der Garten ist der älteste Teil der Anlage. Er wurde schon knapp nach dem Grundstückskauf um 1700 vom Le-Nôtre-Schüler Dominique Girard angelegt und war 1725 vollendet. Zum Gartenbau gehörte auch die wassertechnische Infrastruktur; Prinz Eugen hatte die Genehmigung erhalten, die kaiserliche Hofwasserleitung mitzubenützen und ließ zahlreiche Brunnen installieren. Die zwölf Brunnen wurden von 2005 bis 2010 restauriert, nachdem die Anlagen zwischen dem Oberen und Unteren Belvedere seit 1994 wegen hoher Wasserverluste nicht mehr betrieben werden konnten. Seit 1780 ist die Anlage der Öffentlichkeit zugänglich. Nach den UNESCO-Weltkulturerbeauflagen wird die Gartenanlage unter beträchtlichem Mitteleinsatz sukzessive restauriert, ebenso die große Fontäne.
Da das Obere Belvedere um etwa 23 Meter höher liegt als das Untere, ist das Thema der Skulpturen der Aufstieg aus der Unterwelt in den Olymp. Zwischen den beiden Bereichen wurde eine Freitreppe gebaut. Der Garten ist in ein oberes, mittleres und unteres Parterre gegliedert. Seitlich des Unteren Belvederes liegt im Bereich der Orangerie der Kammergarten, der vom Rest des Gartens abgetrennt ist. In diesem Bereich wurde auf Anregung von Friedrich Carl Emil von der Lühe eine Abteilung ausschließlich „für die Pflanzen der österreichischen Monarchie“ angelegt. Diese stand unter der Leitung von Nicolaus Thomas Host (1761–1834); sie wurde schon 1827 als „etwas in Unordnung geraten“ beschrieben wurde.
Die Niveauunterschiede werden von zwei skulptural reich ausgestatteten Brunnenanlagen markiert. Der obere der beiden wird als Kaskadenbrunnen bezeichnet. Er besteht aus zwei Becken, die durch eine fünfstufige Kaskade verbunden sind. Der untere wird Muschelbrunnen genannt, da in seiner Mitte Tritonen ein muschelbesetztes Becken halten. In allen drei Parterren sowie im Kammergarten befinden sich jeweils zwei kleinere Brunnen mit Putti und Najaden, wobei die im oberen Parterre und im Kammergarten rund, die vier anderen regelmäßig gegliedert sind. Zu den zwölf Brunnenanlagen werden zudem noch der Wandbrunnen an der Orangerie und der weitläufige Teich im davon abgeleiteten Teichhof südlich des Oberen Belvederes gezählt.
Während das obere Parterre in seiner skulpturalen Ausstattung von Sphingen bestimmt ist, gibt es im unteren Parterre ein kompliziertes Programm. An den seitlichen Alleen befinden sich Statuen von acht Musen, während die neunte, Kalliope, gemeinsam mit Herkules dargestellt ist. Dazu kommen noch Allegorien des Feuers, des Wassers und eine Darstellung von Apoll und Daphne. Geschaffen wurden diese Statuen von Giovanni Stanetti. Am Rand des mittleren Parterres befindet sich jeweils eine Rampe mit einer Balustrade, die von allegorischen Monatsdarstellungen in Form von Putti gesäumt wird. Sie wurden 1852 anstelle älterer Figuren geschaffen. Östlich des Oberen Belvederes befinden sich die Reste der halbkreisförmigen Menagerie. In der halbrunden Mauer befinden sich sieben Götterstatuen in Nischen.
Angrenzend an das Obere Belvedere befindet sich der Alpengarten. Mit rund 2.500 m2 ist einer der ältesten Alpengärten in Europa und hat eine rund 150-jährige Geschichte. Die Sammlung, als Alpinum bezeichnet, geht auf Erzherzog Johann, den Bruder des Kaisers Franz II., zurück. Sie wurde ursprünglich 1803 im Schlosspark Schönbrunn gegründet. 1865 legte man das Alpinum mit dem Host’schen Garten (Flora Austriaca), eine Sammlung von Pflanzen aus den österreichischen Kronländern im ehemaligen Küchengarten des Belvedere, zusammen. Mit Kriegsende 1918 kam der Belvederegarten in den Besitz der Republik Österreich; er wird seitdem von den Bundesgärten verwaltet. 1930 übernahm die Universität Wien den Host’schen Garten und gliederte ihn in den Botanischen Garten der Universität Wien ein. Der Alpengarten verblieb beim Belvederegarten und somit unter der Verwaltung der Bundesgärten.

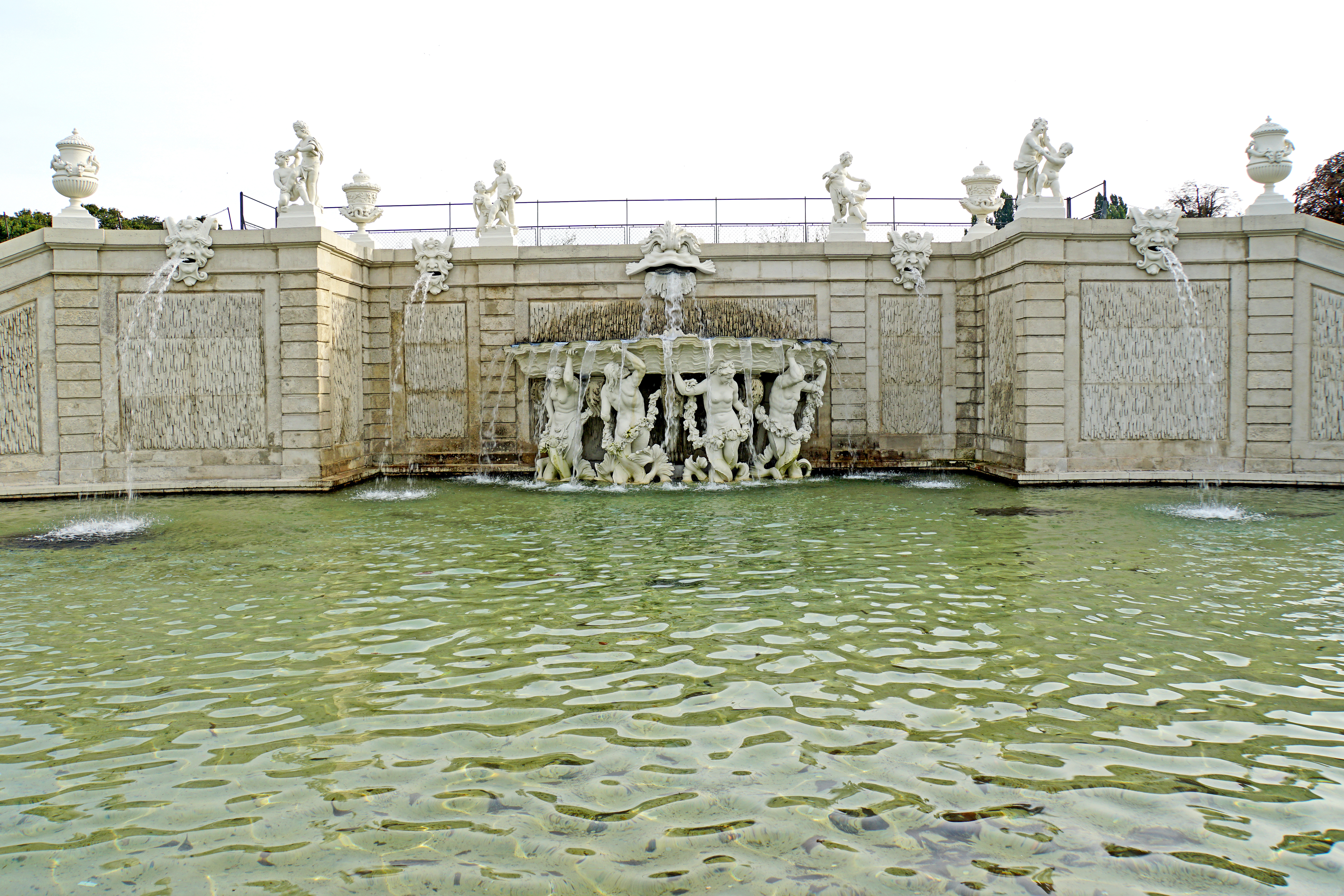
Muschelbrunnen
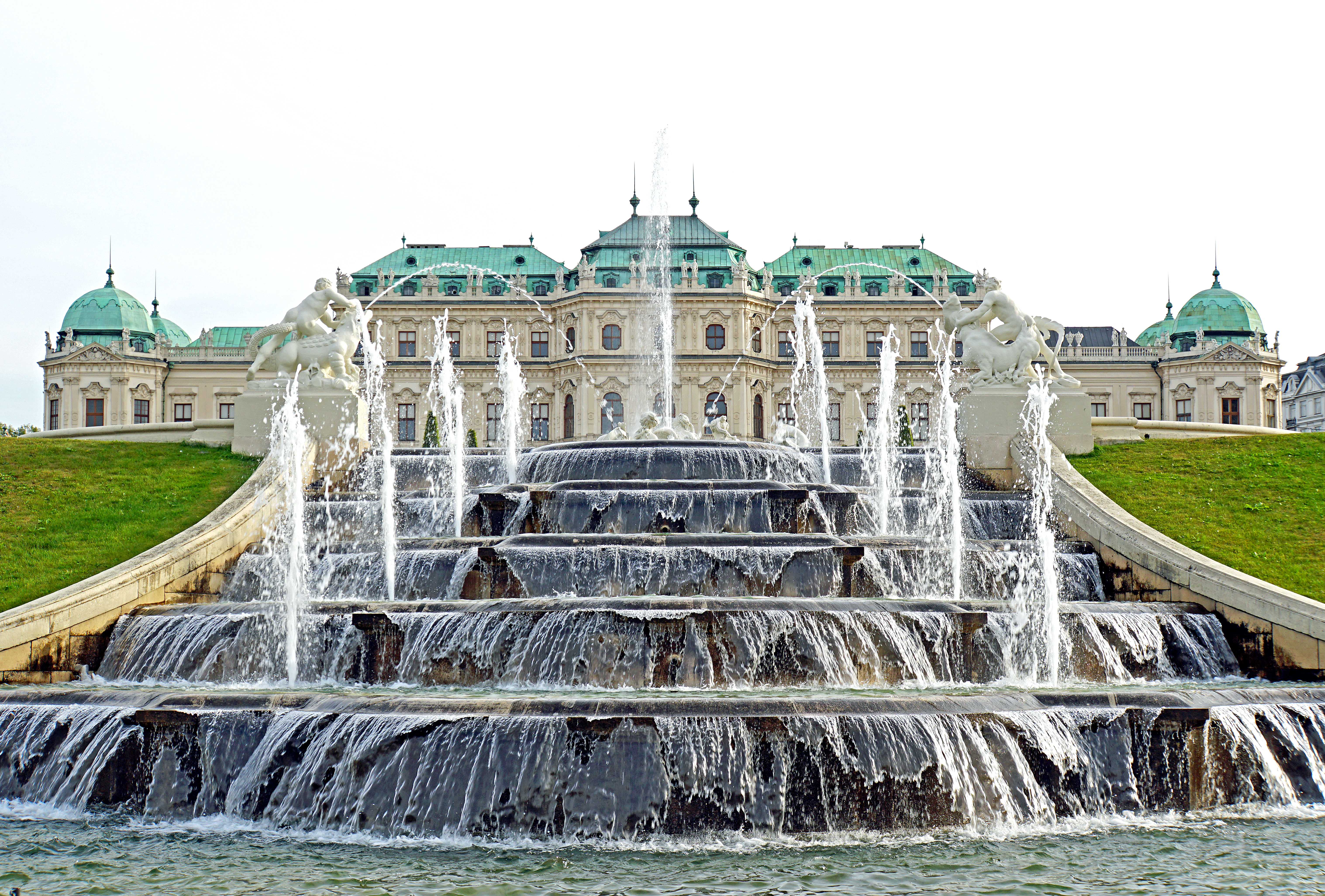
Kaskadenbrunnen
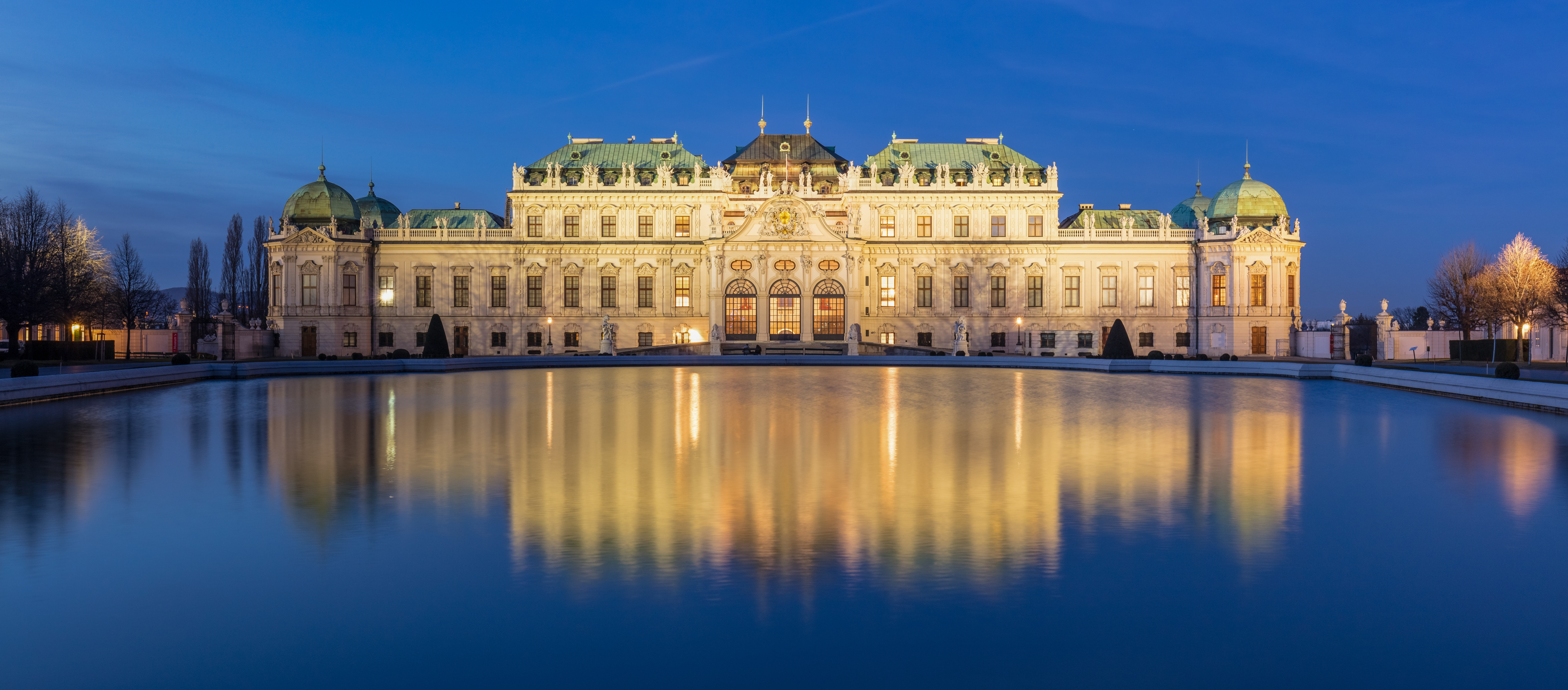
Teich

## Nutzungsgeschichte

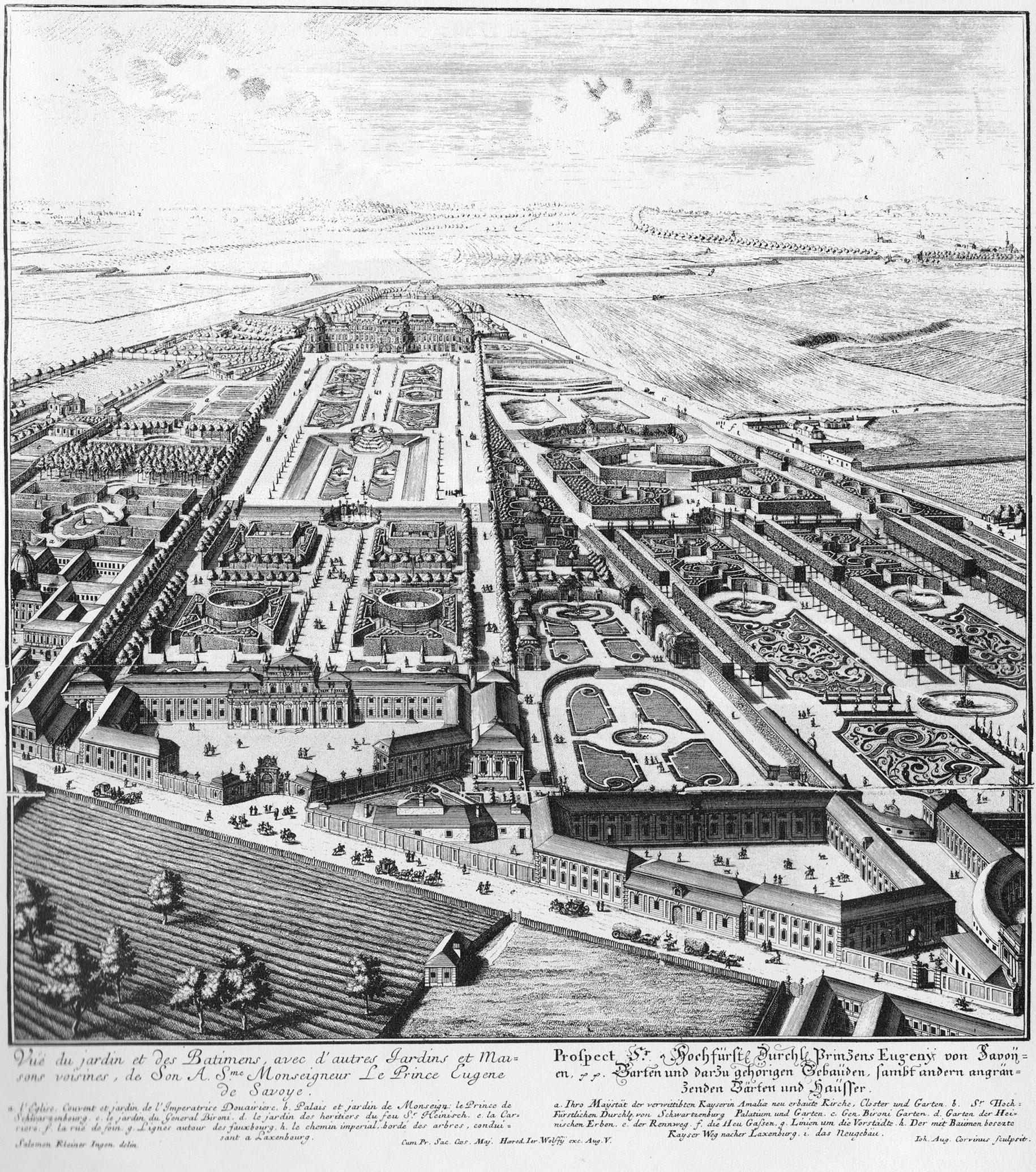
Das Belvedere, Salomon Kleiner, 1740

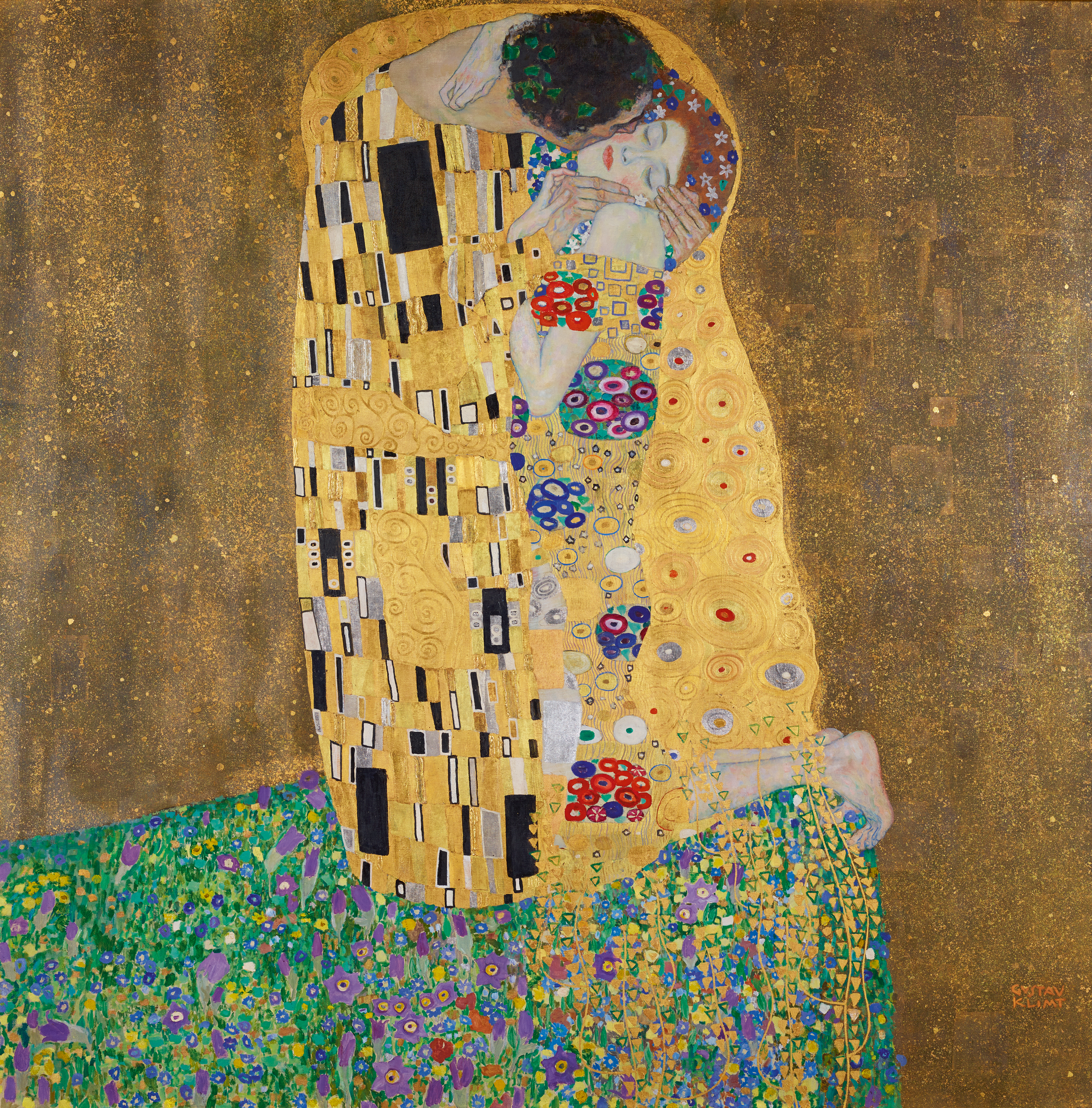
Der Kuss (Liebespaar), Gustav Klimt, 1908/1909, Österreichische Galerie Belvedere

### K. k. Lustschloss Belvedere
Nach dem Tod des Prinzen 1736 kam das Schloss von seiner Erbin an das Kaiserhaus. Anna Viktoria verkaufte das gesamte Belvedereareal 1752 an Kaiserin Maria Theresia. Sie übertrug den ursprünglichen Privatkauf 1754 dem k.k. Ärar, also dem Staatsvermögen, behielt aber ihrer Familie die Entscheidung über die Nutzung vor (Hofärar). Zur Zeit der Monarchie wurde die Anlage k. k. Lustschloss Belvedere genannt. Maria Theresias Sohn Joseph II., damals Mitregent, ließ 1775–1777 die bis dahin in der Stallburg verwahrte kaiserliche Gemäldegalerie in das Obere Belvedere transferieren. 1806, als Napoleon I. in Tirol einzumarschieren drohte, wurde die so genannte Ambraser Sammlung der Habsburger aus Tirol im Unteren Belvedere untergebracht. Seit 1850 befindet sich die Schlossanlage im 3. Bezirk Landstraße. 1890 wurden die Kunstsammlungen aus dem Schloss Belvedere in das neu gegründete k. k. Kunsthistorische Museum verbracht.
Ein weiterer Bewohner des Belvedere war der Komponist Anton Bruckner. Da er in seinen letzten Lebensjahren mit Gehbehinderungen zu kämpfen hatte und keine Treppen steigen konnte, ermöglichte ihm Kaiser Franz Joseph I. 1895, eine Wohnung im Belvedere zu beziehen. Es handelte sich um Räume im ebenerdigen Kustodentrakt südlich des Oberen Belvederes, dem sogenannten Kustodenstöckl in der Prinz-Eugen-Straße 27. Bruckner starb hier am 11. Oktober 1896.
Von 1894 bis zu seiner Ermordung 1914 wohnte Erzherzog und Thronfolger Franz Ferdinand mit seiner Familie im Oberen Belvedere. Er stellte über 18.000 ethnographische Objekte seiner Weltreise im Schloss aus. Im Unteren Belvedere unterhielt Franz Ferdinand seine Militärkanzlei, die mit seiner Ernennung zum Generalinspektor der gesamten bewaffneten Macht durch Kaiser Franz Joseph I. 1913 ihren Höhepunkt erreichte. Der letzte Kaiser Karl I. stellte 1916 keine Ansprüche bezüglich des Schlosses. Erst 1917 zog sein jüngerer Bruder Erzherzog Maximilian Eugen mit seiner Familie ins Belvedere ein. Im Zuge dessen wurden sämtliche im Belvedere verbliebenen privaten Gegenstände der Familie Franz Ferdinands in ihr Schloss Artstetten gebracht und dort provisorisch deponiert. Deshalb sind sie 1918/1919 nicht, wie sämtliche Bestände in Franz Ferdinands Schloss Konopischt in Böhmen, enteignet worden und stellen einen Großteil des Bestandes des heutigen Erzherzog-Franz-Ferdinand-Museums dar.
Im Jahr 1903 begann mit der Unterbringung der Modernen Galerie, ab 1912 Österreichische Staatsgalerie, die durchgehende museale Nutzung des Schlosses Belvedere.

### 1918 bis 1945
Am 12. November 1918 ging mit dem ehemaligen k. k. Hofärar auch das Schloss Belvedere in das Eigentum der an diesem Tag ausgerufenen Republik über. In der Zeit des Ständestaats wohnte der diktatorisch regierende Bundeskanzler Kurt Schuschnigg in einer Dienstwohnung im Oberen Belvedere, nach dem „Anschluss“ an NS-Deutschland im März 1938 unter Hausarrest, von der Gestapo überwacht, bevor er verhaftet wurde. Während des nationalsozialistischen Regimes blieb ab dem 22. März 1938 die Moderne Galerie mit den Kunstwerken des 20. Jahrhunderts geschlossen. Die dort ausgestellten Kunstwerke wurden deponiert, wodurch der Bestand an sogenannten „entarteten“ Werken unangetastet blieb. Die Galerie des 19. Jahrhunderts und das Barockmuseum blieben zunächst geöffnet und wurden erst 1944 geschlossen, um die dortigen wertvollen Kunstsammlungen zu schützen. Das NS-Regime nutzte das Obere Belvedere für Konferenzen wie das Wiener Diktat vom 2. November 1938 und 30. August 1940 und Empfänge.

### Österreichische Galerie Belvedere
Seit 1955 wird das Schloss Belvedere von den Bundesmuseen für die Österreichische Galerie Belvedere genützt. Diese geht zurück auf die 1903 als Moderne Galerie gegründete und 1912 in Österreichische Staatsgalerie umbenannte Gemäldesammlung. Während im Oberen Belvedere die Ausstellungen Mittelalter–Renaissance 1200–1600, Barock 1600–1800, Klassizismus–Biedermeier 1800–1865, Wien um 1900, Aufbruch in die Moderne 1900–1920, Avantgarden 1920er–1950er, Avantgarten 1960er & 1970er präsentiert werden, zeigt das Untere Belvedere die Ausstellung Schaudepot Mittelalter und Renaissance. Darüber hinaus finden an beiden Standorten regelmäßige Wechselausstellungen statt.
Am 15. Mai 1955 fand im Marmorsaal des Oberen Belvedere die Unterzeichnung des Österreichischen Staatsvertrags statt, der dem Land die Souveränität zurückgab. Der Wochenschaubericht von der riesigen Menschenmenge, die im Belvederegarten auf das Erscheinen der Vertragsunterzeichner auf dem Balkon des Schlosses wartete und in Jubel ausbrach, als Außenminister Leopold Figl den unterzeichneten Vertrag in die Höhe hob, zählt zu den Ikonen der österreichischen Zeitgeschichte. Figls berühmte Worte „Österreich ist frei!“ fielen allerdings nicht auf dem Balkon, auf dem keine Lautsprecheranlage vorhanden war, sondern zuvor unmittelbar nach der Leistung der Unterschriften im Marmorsaal.

## Rezeption

### Kunst
Der venezianische Maler Bernardo Bellotto, genannt Canaletto, schuf 1759 bis 1760 das berühmte Gemälde Wien, vom Belvedere aus gesehen. Es wird auch Canaletto-Blick genannt und ist im Kunsthistorischen Museum ausgestellt.

### Film
- Belvedere Wien (= Museums-Check. Folge 9). Reportage, 30 Min., Moderation: Markus Brock, Produktion: 3sat. Erstausstrahlung: 22. Mai 2011.[19]
- Das Schloss und die Gärten wurden auch als Filmkulisse verwendet:
  - „Prinzessin Olympia“ mit Sophia Loren, 1960
  - „Eine dunkle Begierde“ mit Viggo Mortensen, Regie David Cronenberg, 2011